# Mistrzostwa Ameryki w Piłce Ręcznej Kobiet 2013
Mistrzostwa Ameryki w Piłce Ręcznej Kobiet 2013 – dwunaste mistrzostwa Ameryki w piłce ręcznej kobiet, oficjalny międzynarodowy turniej piłki ręcznej o randze mistrzostw kontynentu organizowany przez PATHF mający na celu wyłonienie najlepszej żeńskiej reprezentacji narodowej w Ameryce. Odbył się w dniach 1–8 czerwca 2013 roku w Santo Domingo. Tytułu zdobytego w 2011 roku broniła reprezentacja Brazylii. Mistrzostwa były jednocześnie eliminacjami do MŚ 2013.

## Informacje ogólne
W turnieju wystąpiło dziesięć zespołów wyłonionych we wcześniejszych eliminacjach zaplanowanych na marzec i kwiecień 2013 roku. Stawką mistrzostw były cztery miejsca w turnieju finałowym mistrzostw świata.
Ponownie bezkonkurencyjna okazała się Brazylia, która wraz z pozostałymi półfinalistami awansowała do mistrzostw świata.

## Kwalifikacje
Według nowego systemu kwalifikacji przyjętego na kongresie w 2012 roku miały one się odbyć na zasadzie turniejów w poszczególnych regionach PATHF.
Jedno miejsce otrzymał zwycięzca turnieju rozegranego na Igrzyskach Ameryki Środkowej 2013.
Mającą wyłonić pięć reprezentacji południowoamerykańską eliminacją były reaktywowane mistrzostwa Ameryki Południowej, w których wzięło udział sześć zespołów. W celu promowania rozwijających się w tej dyscyplinie krajów zastosowano zawiły system gwarantujący im minimum jedno miejsce. Aby zakwalifikować się do turnieju finałowego, najsilniejsze cztery zespoły musiały zająć cztery czołowe miejsca, jeśli zaś któreś z nich znalazło się na niższej pozycji, nie uzyskiwało awansu. Taka sytuacja miała miejsce w tych zawodach – Chilijki pomimo zwycięstwa nad Wenezuelkami i zajęcia wyższej od nich piątej lokaty straciły na ich rzecz miejsce w mistrzostwach Ameryki.
Zaplanowana na połowę kwietnia północnoamerykańska kwalifikacja nie odbyła się, bowiem tuż przed rozpoczęciem turnieju wycofała się reprezentacja Portoryko, toteż awans do turnieju głównego uzyskały pozostałe cztery zespoły.
| Strefa kwalifikacyjna      | Turniej kwalifikacyjny          | Miejsca | Zespoły                                                 |
| -------------------------- | ------------------------------- | ------- | ------------------------------------------------------- |
| Ameryka Północna i Karaiby | turniej kwalifikacyjny          | 4       | - Dominikana - Kanada - Meksyk - Stany Zjednoczone      |
| Ameryka Środkowa           | Igrzyska Ameryki Środkowej      | 1       | - Kostaryka                                             |
| Ameryka Południowa         | Mistrzostwa Ameryki Południowej | 5       | - Argentyna - Brazylia - Paragwaj - Urugwaj - Wenezuela |

## Losowanie
Losowanie grup odbyło się 27 kwietnia 2013 roku, a przed nim zespoły zostały podzielone na pięć koszyków według wyników osiągniętych w poprzednich turniejach.
| Koszyk 1               | Koszyk 2               | Koszyk 3             | Koszyk 4                     | Koszyk 5               |
| ---------------------- | ---------------------- | -------------------- | ---------------------------- | ---------------------- |
| - Argentyna - Brazylia | - Dominikana - Urugwaj | - Meksyk - Wenezuela | - Kanada - Stany Zjednoczone | - Kostaryka - Paragwaj |

## Uczestnicy
W wyniku losowania powstały dwie grupy.

- Grupa A
  -  Brazylia
  -  Dominikana
  -  Meksyk
  -  Stany Zjednoczone
  -  Kostaryka
- Grupa B
  -  Argentyna
  -  Urugwaj
  -  Wenezuela
  -  Kanada
  -  Paragwaj

## Faza grupowa

### Grupa A
| 1 czerwca 201313:00 | Meksyk | 35:16(18:7) | Kostaryka | Pabellón de Balonmano, Santo Domingo |
| 1 czerwca 201313:00 |        | 35:16(18:7) |           | Pabellón de Balonmano, Santo Domingo |

| 1 czerwca 201317:00 | Brazylia | 44:10(21:3) | Stany Zjednoczone | Pabellón de Balonmano, Santo Domingo |
| 1 czerwca 201317:00 |          | 44:10(21:3) |                   | Pabellón de Balonmano, Santo Domingo |

| 2 czerwca 201315:15 | Dominikana | 27:11(16:6) | Stany Zjednoczone | Pabellón de Balonmano, Santo Domingo |
| 2 czerwca 201315:15 |            | 27:11(16:6) |                   | Pabellón de Balonmano, Santo Domingo |

| 2 czerwca 201319:00 | Brazylia | 59:7(31:2) | Kostaryka | Pabellón de Balonmano, Santo Domingo |
| 2 czerwca 201319:00 |          | 59:7(31:2) |           | Pabellón de Balonmano, Santo Domingo |

| 3 czerwca 201317:00 | Dominikana | 27:26(11:11) | Meksyk | Pabellón de Balonmano, Santo Domingo |
| 3 czerwca 201317:00 |            | 27:26(11:11) |        | Pabellón de Balonmano, Santo Domingo |

| 3 czerwca 201319:00 | Stany Zjednoczone | 30:13(30:13) | Kostaryka | Pabellón de Balonmano, Santo Domingo |
| 3 czerwca 201319:00 |                   | 30:13(30:13) |           | Pabellón de Balonmano, Santo Domingo |

| 4 czerwca 201317:00 | Dominikana | 39:15(19:7) | Kostaryka | Pabellón de Balonmano, Santo Domingo |
| 4 czerwca 201317:00 |            | 39:15(19:7) |           | Pabellón de Balonmano, Santo Domingo |

| 4 czerwca 201319:00 | Brazylia | 48:18(24:11) | Meksyk | Pabellón de Balonmano, Santo Domingo |
| 4 czerwca 201319:00 |          | 48:18(24:11) |        | Pabellón de Balonmano, Santo Domingo |

| 5 czerwca 201315:00 | Meksyk | 30:23(15:13) | Stany Zjednoczone | Pabellón de Balonmano, Santo Domingo |
| 5 czerwca 201315:00 |        | 30:23(15:13) |                   | Pabellón de Balonmano, Santo Domingo |

| 5 czerwca 201317:00 | Brazylia | 37:22(21:13) | Dominikana | Pabellón de Balonmano, Santo Domingo |
| 5 czerwca 201317:00 |          | 37:22(21:13) |            | Pabellón de Balonmano, Santo Domingo |

### Grupa B
| 1 czerwca 201315:00 | Argentyna | 37:14(17:6) | Kanada | Pabellón de Balonmano, Santo Domingo |
| 1 czerwca 201315:00 |           | 37:14(17:6) |        | Pabellón de Balonmano, Santo Domingo |

| 1 czerwca 201319:00 | Paragwaj | 35:30(19:13) | Wenezuela | Pabellón de Balonmano, Santo Domingo |
| 1 czerwca 201319:00 |          | 35:30(19:13) |           | Pabellón de Balonmano, Santo Domingo |

| 2 czerwca 201312:30 | Urugwaj | 31:25(14:12) | Kanada | Pabellón de Balonmano, Santo Domingo |
| 2 czerwca 201312:30 |         | 31:25(14:12) |        | Pabellón de Balonmano, Santo Domingo |

| 2 czerwca 201317:00 | Argentyna | 32:10(18:5) | Paragwaj | Pabellón de Balonmano, Santo Domingo |
| 2 czerwca 201317:00 |           | 32:10(18:5) |          | Pabellón de Balonmano, Santo Domingo |

| 3 czerwca 201313:00 | Paragwaj | 28:23(16:13) | Kanada | Pabellón de Balonmano, Santo Domingo |
| 3 czerwca 201313:00 |          | 28:23(16:13) |        | Pabellón de Balonmano, Santo Domingo |

| 3 czerwca 201315:00 | Urugwaj | 36:34(19:15) | Wenezuela | Pabellón de Balonmano, Santo Domingo |
| 3 czerwca 201315:00 |         | 36:34(19:15) |           | Pabellón de Balonmano, Santo Domingo |

| 4 czerwca 201313:00 | Paragwaj | 24:23(11:13) | Urugwaj | Pabellón de Balonmano, Santo Domingo |
| 4 czerwca 201313:00 |          | 24:23(11:13) |         | Pabellón de Balonmano, Santo Domingo |

| 4 czerwca 201315:00 | Argentyna | 38:20(17:9) | Wenezuela | Pabellón de Balonmano, Santo Domingo |
| 4 czerwca 201315:00 |           | 38:20(17:9) |           | Pabellón de Balonmano, Santo Domingo |

| 5 czerwca 201313:00 | Wenezuela | 31:27(21:13) | Kanada | Pabellón de Balonmano, Santo Domingo |
| 5 czerwca 201313:00 |           | 31:27(21:13) |        | Pabellón de Balonmano, Santo Domingo |

| 5 czerwca 201319:00 | Argentyna | 29:19(16:6) | Urugwaj | Pabellón de Balonmano, Santo Domingo |
| 5 czerwca 201319:00 |           | 29:19(16:6) |         | Pabellón de Balonmano, Santo Domingo |

## Faza pucharowa

### Mecz o miejsca 9–10
| 7 czerwca 201309:00 | Kanada | 34:13(17:6) | Kostaryka | Pabellón de Balonmano, Santo Domingo |
| 7 czerwca 201309:00 |        | 34:13(17:6) |           | Pabellón de Balonmano, Santo Domingo |

### Mecze o miejsca 5–8
|  |                        |                        |                        |                       |    |                   |                   |                   |
|  | Półfinały o 5. miejsce | Półfinały o 5. miejsce | Półfinały o 5. miejsce |                       |    | Mecz o 5. miejsce | Mecz o 5. miejsce | Mecz o 5. miejsce |
|  | Półfinały o 5. miejsce | Półfinały o 5. miejsce | Półfinały o 5. miejsce |                       |    | Mecz o 5. miejsce | Mecz o 5. miejsce | Mecz o 5. miejsce |
|  | 07 czerwca 2013 13:00  |                        |                        |                       |    |                   |                   |                   |
|  |                        |                        |                        |                       |    |                   |                   |                   |
|  | Urugwaj                | Urugwaj                | 30                     |                       |    |                   |                   |                   |
|  | Urugwaj                | Urugwaj                | 30                     | 08 czerwca 2013 14:00 |    |                   |                   |                   |
|  | Stany Zjednoczone      | Stany Zjednoczone      | 17                     |                       |    |                   |                   |                   |
|  | Stany Zjednoczone      | Stany Zjednoczone      | 17                     |                       |    | Urugwaj           | Urugwaj           | 27                |
|  | 07 czerwca 2013 11:00  |                        |                        |                       |    | Urugwaj           | Urugwaj           | 27                |
|  |                        |                        | Meksyk                 | Meksyk                | 24 |                   |                   |                   |
|  | Meksyk                 | Meksyk                 | Meksyk                 | Meksyk                | 24 | 32                |                   |                   |
|  | Meksyk                 | Meksyk                 |                        |                       |    |                   |                   |                   |
|  | Wenezuela              | Wenezuela              | 25                     |                       |    |                   |                   |                   |
|  | Wenezuela              | Wenezuela              | 25                     | Mecz o 3. miejsce     |    |                   |                   |                   |
|  |                        |                        |                        |                       |    |                   |                   |                   |
|  | 08 czerwca 2013 12:00  |                        |                        |                       |    |                   |                   |                   |
|  |                        |                        |                        |                       |    |                   |                   |                   |
|  | Stany Zjednoczone      | Stany Zjednoczone      | 29                     |                       |    |                   |                   |                   |
|  | Stany Zjednoczone      | Stany Zjednoczone      | 29                     |                       |    |                   |                   |                   |
|  | Wenezuela              | Wenezuela              | 36                     |                       |    |                   |                   |                   |
|  | Wenezuela              | Wenezuela              | 36                     |                       |    |                   |                   |                   |

| 7 czerwca 201313:00 | Urugwaj | 30:17(14:12) | Stany Zjednoczone | Pabellón de Balonmano, Santo Domingo |
| 7 czerwca 201313:00 |         | 30:17(14:12) |                   | Pabellón de Balonmano, Santo Domingo |

| 7 czerwca 201311:00 | Meksyk | 32:25(11:13) | Wenezuela | Pabellón de Balonmano, Santo Domingo |
| 7 czerwca 201311:00 |        | 32:25(11:13) |           | Pabellón de Balonmano, Santo Domingo |

| 8 czerwca 201314:00 | Urugwaj | 27:24(15:14) | Meksyk | Pabellón de Balonmano, Santo Domingo |
| 8 czerwca 201314:00 |         | 27:24(15:14) |        | Pabellón de Balonmano, Santo Domingo |

| 8 czerwca 201312:00 | Stany Zjednoczone | 29:36(17:18) | Wenezuela | Pabellón de Balonmano, Santo Domingo |
| 8 czerwca 201312:00 |                   | 29:36(17:18) |           | Pabellón de Balonmano, Santo Domingo |

### Mecze o miejsca 1–4
|  |                       |            |           |                       |    |          |          |       |
|  | Półfinały             | Półfinały  | Półfinały |                       |    | Finał    | Finał    | Finał |
|  | Półfinały             | Półfinały  | Półfinały |                       |    | Finał    | Finał    | Finał |
|  | 07 czerwca 2013 15:00 |            |           |                       |    |          |          |       |
|  |                       |            |           |                       |    |          |          |       |
|  | Brazylia              | Brazylia   | 43        |                       |    |          |          |       |
|  | Brazylia              | Brazylia   | 43        | 08 czerwca 2013 18:00 |    |          |          |       |
|  | Paragwaj              | Paragwaj   | 17        |                       |    |          |          |       |
|  | Paragwaj              | Paragwaj   | 17        |                       |    | Brazylia | Brazylia | 38    |
|  | 07 czerwca 2013 17:00 |            |           |                       |    | Brazylia | Brazylia | 38    |
|  |                       |            | Argentyna | Argentyna             | 15 |          |          |       |
|  | Argentyna             | Argentyna  | Argentyna | Argentyna             | 15 | 27       |          |       |
|  | Argentyna             | Argentyna  |           |                       |    |          |          |       |
|  | Dominikana            | Dominikana | 17        |                       |    |          |          |       |
|  | Dominikana            | Dominikana | 17        | Mecz o 3. miejsce     |    |          |          |       |
|  |                       |            |           |                       |    |          |          |       |
|  | 08 czerwca 2013 16:00 |            |           |                       |    |          |          |       |
|  |                       |            |           |                       |    |          |          |       |
|  | Paragwaj              | Paragwaj   | 19        |                       |    |          |          |       |
|  | Paragwaj              | Paragwaj   | 19        |                       |    |          |          |       |
|  | Dominikana            | Dominikana | 28        |                       |    |          |          |       |
|  | Dominikana            | Dominikana | 28        |                       |    |          |          |       |

| 7 czerwca 201315:00 | Brazylia | 43:17(23:8) | Paragwaj | Pabellón de Balonmano, Santo Domingo |
| 7 czerwca 201315:00 |          | 43:17(23:8) |          | Pabellón de Balonmano, Santo Domingo |

| 7 czerwca 201317:00 | Argentyna | 27:17(15:10) | Dominikana | Pabellón de Balonmano, Santo Domingo |
| 7 czerwca 201317:00 |           | 27:17(15:10) |            | Pabellón de Balonmano, Santo Domingo |

| 8 czerwca 201318:00 | Brazylia | 38:15(19:8) | Argentyna | Pabellón de Balonmano, Santo Domingo |
| 8 czerwca 201318:00 |          | 38:15(19:8) |           | Pabellón de Balonmano, Santo Domingo |

| 8 czerwca 201316:00 | Paragwaj | 19:28(10:10) | Dominikana | Pabellón de Balonmano, Santo Domingo |
| 8 czerwca 201316:00 |          | 19:28(10:10) |            | Pabellón de Balonmano, Santo Domingo |

## Klasyfikacja końcowa
| Miejsce | Reprezentacja     | Składy | Uwagi          |
| ------- | ----------------- | ------ | -------------- |
| złoto   | Brazylia          |        | awans: MŚ 2013 |
| srebro  | Argentyna         |        | awans: MŚ 2013 |
| brąz    | Dominikana        |        | awans: MŚ 2013 |
| 4       | Paragwaj          |        | awans: MŚ 2013 |
| 5       | Urugwaj           |        | –              |
| 6       | Meksyk            |        | –              |
| 7       | Wenezuela         |        | –              |
| 8       | Stany Zjednoczone |        | –              |
| 9       | Kanada            |        | –              |
| 10      | Kostaryka         |        | –              |

## Nagrody indywidualne
| Najlepsza bramkarka | Najlepsza lewoskrzydłowa | Najlepsza lewa rozgrywająca | Najlepsza środkowa rozgrywająca | Najlepsza prawa rozgrywająca | Najlepsza prawoskrzydłowa | Najlepsza obrotowa | MVP                     |
| ------------------- | ------------------------ | --------------------------- | ------------------------------- | ---------------------------- | ------------------------- | ------------------ | ----------------------- |
| Mayssa Pessoa       | Nancy Peña               | Irina Pop                   | Ana Paula Rodrigues             | Luciana Mendoza              | Alexandra do Nascimento   | Magdalena Decilio  | Alexandra do Nascimento |